# Stoom en stroom

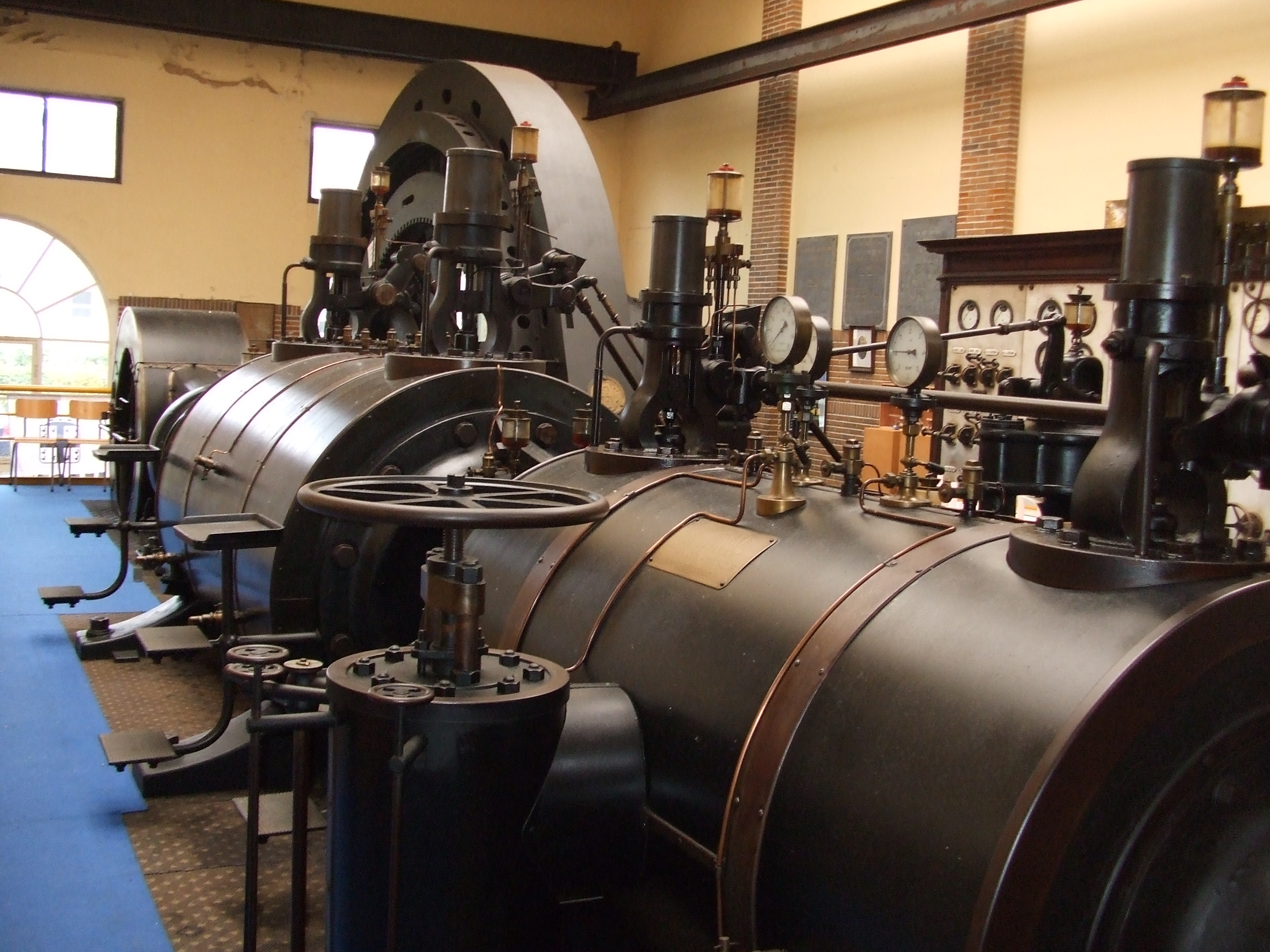
Binnenzicht in de centrale

 Stoom en stroom is een museum in de West-Vlaamse stad Izegem, gewijd aan de geschiedenis en de werking van de elektriciteitscentrale aangedreven door een stoommachine. Het hoofdgebouw van het museum dateert uit 1901. De machines uit 1936 werden in 1978 als monument geklasseerd.

## Historische omkadering
De elektriciteitsdistributie in België
- 1892 N.V. Compagnie Hydro-Electrique Anversoise. Een curiosum voor West-Europa : Antwerpen houdt er een uiterst originele hydraulische productietechniek op na. Water onder een druk van 52 bar wordt in leidingen over de stad verspreid en drijft waterturbines in de omvormingsstations aan. Hier werd door kleine hydraulische turbines elektrische gelijkstroom opgewekt. Op die manier werd het openbaar net voorzien van gelijkstroom. Van daar werd de elektriciteit in de onmiddellijke omgeving ondergronds door middel van blanke geleiders, ijzeren staven in kanalen, verdeeld. In 1893 worden de Groenplaats en het gedeelte van de Meir tussen Sint-Katelijnevest en de Beurs aldus bevoorraad, in totaal 40 abonnees. Dit systeem werd uitgedacht door F. Van Rysselberghe.
- 1898 Compagnie Électrique Anversoise, opgericht op 6 juli 1898. Deze neemt de plaats in van de Compagnie Hydro-électrique Anversoise. Vanaf 1900 produceert men op een normale manier van die tijd gelijkstroom.
- 1898 : in Oostkerk verrijst de eerste grote elektriciteitscentrale van België. Opzet is de elektrische tractie van kanaalschepen.
- 1901 : stadscentrale Izegem.
- 8 augustus 1905 : Elektriciteitsmaatschappij der Schelde (EBES), opgericht door Compagnie Electrique Anversoise en de Compagnie Générale des Tramways d’Anvers. Zij bouwen in 1908 te Merksem een nieuwe centrale met twee turbo-alternatoren van 1250 kW op 13 bar en 325 °C stoomtemperatuur
- 1910 : centrale van de stad Gent. Net voor de Eerste Wereldoorlog verscheen een eerste stedelijke elektriciteitscentrale in de Bomastraat.  Vanaf 1926 koos men de rand van het Handelsdok voor een makkelijker aanvoer van kolen via waterwegen.
- 1911 : Centrale Electrique des Flandres. Bouw van de centrale van Langerbrugge. Hierbij heeft men vooral oog voor de in aanleg zijnde industriële zone langs beide zijden van het kanaal Gent-Terneuzen.
- 1911 : elektrische centrale Zwevegem Société d'Electricité de l'Ouest de la Belgique; deze startte op in 1911 met een tweedehandse locomobiel, en was twee jaar later een volwaardige productie-eenheid met één turbogenerator.
- 15 november 1912 : Société d’Electricité de la Campine. Deze maatschappij wordt opgericht door de koolmijnen van Beringen en Zolder die voor de elektriciteitsproductie instonden.

## Geschiedenis
- 29 juli 1899 : principebeslissing in de Izegemse gemeenteraad tot "het verlichten der stad met den elektriek".
- 22 september 1901 : inhuldiging centrale met 2 stoomketels 55 m² en 2 stoommachines 60 pk die 2 dynamo's aandrijven van 40 kW. Met reservebatterijen accumulatoren van 455 Ah. Het opschrift boven de toegangsdeur ‘stadselektriciteit’ verwijst nog naar dit stedelijk elektriciteitsbedrijf dat startte in 1901 en daarmee een van de eerste was in België. Toen produceerden twee kleinere stoommachines elektriciteit voor de straatverlichting in het centrum, voor 15 huizen en 1 motor.
- 1907 : installatie van een bijkomende machine van 25 pk.
- 1911 : nieuwe stoommachine van 250 pk.
- 1921 : nieuwe stoommachine van 1000 pk van Bollinckx en 2 stoomketels MAHY van 150 m² op 12 bar.
- 1923 : met een alternator produceerde men wisselstroom. De wisselstroom werd gebruikt voor de buitenwijken. Dit gebeurde vanaf 1923 met een oudere vroegere stoommachine.
- 1927 : nieuwe stoommachine van 1500 pk tandem compound  van Van den Kerckhove met een stoomketel MAHY van 150 m² op 12 bar
- 1936 : nieuwe stoommachine van 1650 pk. De huidige beschermde stoommachine is de grootste stoommachine die bewaard is gebleven in België. Het is de 7de en grootste stoommachine die de stad Izegem heeft geïnstalleerd. De machine werd gebouwd in Gent in de Werkhuizen Carels-Van den Kerckhove; het elektrisch gedeelte bij ACEC. Met deze stoommachines werd elektriciteit opgewekt voor de industrie en voor de huizen van Izegem. 
  - Stoommachine: er zijn in tandem een hoogdruk- (12 kg/cm²) en een laagdrukcilinder (5 kg/cm²) na elkaar opgesteld; de laagdrukcilinder gebruikt afgewerkte stoom van de hoogdrukcilinder (compound). Tandem slaat op de hoogdruk- en laagdrukcilinders die in tandem gebouwd zijn. Compound slaat op het gebruik van de afgewerkte stoom van de hoogdrukcilinder in de laagdrukcilinder.
  - De dynamo produceert gelijkstroom voor het oudste deel van de stad (ACEC 575 kW – 230 V – 2500 A) en voor de voeding van de bekrachtigingsstroom van de alternator.
  - De alternator produceert wisselstroom: op het vliegwiel zijn elektromagneten (220 V – 65 A), gevoed door de gelijkstroom, gemonteerd die wisselstroom opwekken in de stator (ACEC 600 kVA – 10 kV – 34,6 A ster). De wisselstroom werd gebruikt voor de buitenwijken.
- 1950 : men koopt elektriciteit op hoogspanning aan en de centrale dient als piekcentrale.
- 1955 : gebruikt als reservecentrale.
- 1966 : de centrale werd definitief stilgelegd.

## Tentoongestelde machines
- Een compound stoommachine is een dubbele stoommachine met twee cilinders: er zijn in tandem een hoogdruk- en een laagdrukcilinder na elkaar opgesteld; de laagdrukcilinder gebruikt afgewerkte stoom van de hoogdrukcilinder (compound). Compound slaat op het gebruik van de afgewerkte stoom van de hoogdrukcilinder in de laagdrukcilinder. Tandem slaat op de hoogdruk- en laagdrukcilinders die in tandem achter elkaar op dezelfde as gebouwd zijn. Ontwikkeld in 1803 door Jonathan Hornblower, een van de grootste concurrenten van James Watt. Bij lage stoomdruk zorgde dit type stoommachine echter niet voor een besparing. Pas met stoom onder hoge druk vanaf 10 bar werd dit idee terug opgevist door Woolf. Hij ontwikkelde een machine met twee cilinders, waarvan er één werkte met hoge druk en één met lage druk. Dit heet dubbele expansie. Door het verdelen van de expansie werd het warmteverlies, dat ontstaat door de condensatie van de stoom, tenietgedaan.
- Alternator met uitspringende polen. Dit is een traaglopende alternator aangedreven door de stoommachine, met een snelheid van 107 tr/min.  De diameter kan dus groter zijn zonder de toegelaten omtreksnelheid te overschrijden, zodat men een groot aantal geleiders op het anker kan plaatsen en bijgevolg de axiale lengte kleiner kan nemen. Voor zeer traaglopende machines komt men tot diameters van 10 m en een nuttige axiale lengte van minder dan 1 m. Uit hoofde van de vorm van hun rotor noemt men deze alternatoren ook vliegwiel-alternatoren. Ze dragen op hun omtrek een groot aantal polen: 30 poolparen voor 100 tr/min.
- Marmeren schakelbord